# 初音島Plus Situation
《初音島Plus Situation》是CIRCUS於2003年10月30日由角川書店發售的PS2遊戲，為PC遊戲《初音島》的移植版。PS2廉價版《初音島Plus Situation KADOKAWA THE Best》於2005年7月14日發售。2004年5月28日發售PC版《D.C.P.C.
〜ダ・カーポ〜 プラスコミュニケーション》。2010年10月28日發售PSP版《D.C.I&II P.S.P.
〜ダ・カーポI&II〜 プラスシチュエーション ポータブル》。2012年8月31日由BD de ゲーム發售Blu-ray PlayersGame《D.C.～ダ・カーポ～ ブルーレイディスク特別版》。2013年4月25日PlayStation Stone發售數位下載版《D.C.I&II P.S.P. 〜ダ・カーポI&II〜 プラスシチュエーション ポータブル》。

## 概要
原畫由七尾奈留、影崎夕那（影崎由那、影山由多）、igul、谷原夏樹、秋蕎麦、和擔當。劇本由、御巫紫苑、長嶋日出晴、鈴木雅詞和鈴木達也擔當。 
舞台是被稱為初音島的神奇之島，島上的櫻花在1年中持續不間斷地盛開著。男主角能夠用手變出和菓子和看見他人的夢境，故事描述男主角在風見學園的戀愛冒險經歷。

## 與初音島的不同之處
- 增加了新的角色。
- 現有角色的H場面和其關聯場面的剪輯。
- 新的聲優陣容（動畫版的聲優）。
- 增加了到今為止角色的新的脚本事件繪圖。
- 增加了新的插曲。
- 收錄了開篇動畫電影。

## 主題歌
- 片頭曲
  - 作詞・作曲：tororo、編曲：Angel Note、歌：yozuca*
- 片尾曲「Dream ～The ally of～」
  - 作詞：tororo、作曲・編曲：長田直之、歌：rino
- 片尾曲「Dream ～The other side～」
  - 作詞：tororo、作曲：東隆行、編曲：飯塚昌明、歌：yozuca*
- 插入曲
  - 作詞・作曲：rino、編曲：大久保薫、歌：rino
- 插入曲「Small Cherry ～promised bell～」
  - 作詞：tororo、作曲・編曲：Angel Note、歌：rino
- 插入曲
  - 作詞・作曲：rino、編曲：大久保薫、歌：堀江由衣
- 插入曲「未来地圖」
  - 作詞・作曲：rino、編曲：長田直之、歌：yozuca*

## OVA
- D.C.I&II P.S.P. RE-ANIMATED

收錄在D.C.I&II P.S.P.白金包(プラチナパック)的贈品。劇情主要是將音夢、小鳥、由夢、音姫的遊戲告白場景製成動畫。

## 外部連結
- 初音島Plus Situation（页面存档备份，存于）（日語）
- D.C.～ダ・カーポ～ ブルーレイディスク特別版（页面存档备份，存于）（日語）